# Desmos ramarowii
Desmos ramarowii là loài thực vật có hoa thuộc họ Na. Loài này được (Dunn) D.Das mô tả khoa học đầu tiên năm 1963.